# Quận 8, Paris
Quận 8 (còn có tên là quận Élysée, nhưng tên gọi này ít được dùng trong đời sống thường nhật) là một trong các quận của thủ đô Paris.
Quận 8 nằm cạnh sông Seine, phía hữu ngạn. Nó tiếp giáp với các quận 1, 7, 16, 17 và 9. Quận 8 là kết quả của việc mở rộng Paris giữa thế kỷ XIX.
Quận 8 là một quận giàu có của Paris, cũng là nơi làm việc của rất nhiều các cơ quan nhất so với các quận khác. Từ năm 2002, trụ sở Đảng UMP cùng chuyển về đây. Ngoài ra đây là nơi hiện diện của Điện Élysée, Quảng trường Concorde và Bộ Nội vụ Pháp.

### Mật độ dân cư
| Năm                        | Dân số  | Mật độ (inh. mỗi km²) |
| -------------------------- | ------- | --------------------- |
| 1872                       | 75,796  | 19,535                |
| 1891 (đỉnh cao của dân số) | 107,485 | 27,695                |
| 1954                       | 80,827  | 20,832                |
| 1962                       | 74,577  | 19,216                |
| 1968                       | 67,897  | 17,495                |
| 1975                       | 52,999  | 13,656                |
| 1982                       | 46,403  | 11,956                |
| 1990                       | 40,814  | 10,516                |
| 1999                       | 39,314  | 10,130                |
| 2009                       | 40,278  | 10,381                |

## Cảnh quan

### Địa điểm tham quan
| - Arc de Triomphe - Hiệp hội ôtô của France - Chapelle Expiatoire - Église de la Madeleine - Église Saint-Augustin - Palais de l'Élysée - Gare Saint-Lazare - Grand Palais - Biệt thự Crillon - Biệt thự Marigny | - Biệt thự La Marine - Royal Monceau - Lycée Chaptal - Maxim's Art Nouveau "Collection 1900" - Bảo tàng Cernuschi - Musée Bouilhet- Christofle - Bảo tàng Jacquemart- André - Bảo tàng Nissim de Camondo - The Obelisk (Obélisque) ở Place de la Concorde | - Pagoda Paris - Palais de la Découverte - Parc Monceau - Petit Palais - Pinacothèque de Paris - Pont Alexandre III - Pont de l'Alma - Pont de la Concorde - Pont des Invalides - Salle Gaveau - The Scots Kirk (l'Église écossaise de Paris) - Nhà hát của Champs-Élysées |

### Quảng trường
| - Place de l'Alma - Place Beauvau - Place de Budapest - Place du Canada - Place Charles-de-Gaulle - Place Chassaigne-Goyon - Place Clemenceau - Place de Clichy - Place de la Concorde - Place de Dublin - Place de l'Étoile - Place de l'Europe - Place François-Ier - Place Gabriel-Péri | - Place du Général-Brocard - Place Georges-Guillaumin - Place du Guatémala - Place du Havre - Place Henri-Bergson - Place Henry-Dunant - Place du Havre - Place Jean-Pierre-Lévy - Place de la Madeleine - Place de Narvik - Place du Pérou - Place Prosper-Goubaux - Place de la Reine-Astrid - Place de la République-de-l'Équateur | - Place de la République-Dominicaine - Place de Rio-de-Janeiro - Place Saint-Augustin - Place des Saussaies - Place des Ternes - Rond-point des Champs-Élysées-Marcel-Dassault - Square Beaujon - Square de Berlin - Square de la Fondation Rothschild - Square Jean-Perrin - Square Louis XVI - Square Marcel-Pagnol - Square du Roule |